# Алгабас (Нуринский район)
Алгаба́с (каз. Алғабас, до 199? г. — Пушкино) — село в Нуринском районе Карагандинской области Казахстана. Входит в состав Кызылталского сельского округа. Находится примерно в 40 км к югу от районного центра, посёлка Нура. Код КАТО — 355265200.

## География
Аул расположен на правом берегу реки Нура. Аул находится вблизи дороги P-3 (Астана — Кабанбай батыра — Темиртау).

## Население
В 1999 году население села составляло 633 человека (318 мужчин и 315 женщин). По данным переписи 2009 года, в селе проживало 466 человек (236 мужчин и 230 женщин).

## История
Основано в 1908 году немецкими переселенцами из Самарской и Саратовской губернии. Первоначально получил название село Баронское в честь Франца Филипповича Барона.